# Verdissement du ferroviaire en France
Le secteur français des transports consomme 30 % de l’énergie du pays, le ferroviaire n’en consomme que 0,6 %, ce qui en fait un mode de transport plutôt frugal alors qu’il représente près de 10 % du transport (voyageurs comme marchandises).
En France, un quart des 2 255 TER fonctionnent encore au gazole et la SNCF expérimente plusieurs solutions alternatives pour réduire ses émissions de CO2 (train hybride, train à batteries (BEMU) et train à hydrogène notamment). C'est le cas sur la ligne Paris-Granville, sur laquelle 80 % des TER est encore en mode diesel,,.
SNCF prévoit de sortir du Diesel pour 2035, SNCF Voyageurs envisage d’atteindre 40 à 50 % d’énergies renouvelables dans le cadre de l'électricité utilisée pour la traction des trains à l’horizon 2025. Concernant le groupe SNCF, son objectif est de limiter l’impact de ses activités (toutes confondues) sur l’environnement et de réduire de 25 % les émissions de carbone d'ici 2025.
Le groupe RATP s'est engagé à réduire d'ici 2025 de - 20 % sa consommation d’énergie et de 50 % ses émissions de gaz à effet de serre par rapport à 2015 (par voyageur-kilomètre transporté).

## Historique
La ministre des transports Élisabeth Borne a commandé pour fin septembre 2018 un rapport sur la faisabilité d'un train à hydrogène, Nicolas Hulot souhaitant avoir un prototype homologué et en exploitation avant la fin du quinquennat. En 2017, dans le parc ferroviaire français vieillissant, un quart des motrices (voyageurs et fret, soit près de 1 000 trains) étaient encore thermiques (équipées de moteurs Diesel). 450 à 500 des trains régionaux (TER) seront à changer avant dix ans. Sur les 50 % du réseau français non-électrifiés, l'hydrogène pourrait permettre la pérennité de petites lignes car passer à l'hydrogène y serait quatre fois moins cher que l'électrification. Ils devraient rouler en 2022 sur les voies ferrées françaises, selon le scénario présenté par le député Benoît Simian, chargé par le gouvernement de réfléchir aux moyens de remplacer les locomotives diesel. L'Occitanie, la Nouvelle Aquitaine et la Bourgogne-Franche Comté sont intéressées et l'absence d'émissions de particules fines peut intéresser les grandes métropoles. Comme l'« hydrogène gris » (produit à partir d'hydrocarbures) est aujourd'hui dix fois moins cher que l'hydrogène « vert », issu des énergies renouvelables, son utilisation - dans un premier temps - pourrait permettre de boucler l'équation économique.
Le député Benoît Simian, qui travaille à la SNCF, a produit en 2018 un rapport sur le « verdissement du parc ferroviaire » d'ici 2035, recherchant une substitution décarbonée à ce fuel, autre que l’électricité (en raison du coût d’électrification de ces lignes qui représentent 20 % des déplacements, une petite moitié des voies ferrées du pays n'étant pas électrifiée). Le rapport a balayé plusieurs solutions et recommande deux technologies : dans un premier temps, équiper les locomotives de batteries (locomotives hybrides ou non), puis passer à l'hydrogène, pour les trains (et bus ou taxis éventuellement), en réservant les solutions électriques à la ville et aux espaces écologiquement les plus sensibles . Le rapport propose de les tester sur les lignes  Lyon-Clermont, Clermont-Le Puy, Rennes-Châteaubriant (Rétiers), Tours-Loches, Tours-Chinon, Paris-Troyes-Belfort-Mulhouse, Fécamp-Le Havre, Bordeaux-Bergerac-Sarlat, Bordeaux-Périgueux-Limoges ou Marseille-Aix. En l’absence de législation adaptée, il demande au gouvernement de cadrer les conditions de circulations de trains à hydrogène avant 2022.
Le train n’est « zéro-émissions » (autres que de la vapeur d’eau) et « décarboné » que si l’hydrogène lui-même est « vert » (produit à partir d'énergie éolienne ou solaire) ou produit à partir d'énergie nucléaire, et non « gris » (produit à partir d'énergie fossile). Le rapport de Benoît Simian propose de copier les Allemands qui utilisent pour le moment de l'hydrogène « gris ». En France, environ 600 sites industriels pourraient en fournir. Une partie des fonds CPER d'électrification du réseau pourraient être réaffectés à une solution hydrogène (ex. : 45 millions d'euros sont prévus pour rénover la ligne Bordeaux-Le Verdon en Gironde, soit assez pour financer cinq ou six trains à hydrogène et leurs stations d'alimentation). Le « plan national hydrogène » annoncé en juin et des fonds européens pourraient aussi être sollicités.
Nicolas Hulot avait, en tant que ministre en 2018, souhaité que soit homologué un train à hydrogène avant la fin du quinquennat.
Alstom, le constructeur ferroviaire français, a vendu en Allemagne son train à hydrogène (rames bleues de Coradia iLint), le 1er au monde, qui roule à 140 km/h pour 1 000 km d'autonomie sur les 100 km de ligne ferroviaire reliant Cuxhaven, Bremerhaven, Bremervörde et Buxtehude (près de Hambourg). L'entreprise a proposé aux régions françaises qu'elles l'essaient.
La SNCF prévoit de réunir les régions pour élaborer un cahier des charges concernant le matériel roulant, qu’elles peuvent acheter sans appel d'offres via le contrat-cadre existant. Alstom espère une trentaine de commandes pour lancer la transition vers l’hydrogène dès le début de 2019 et selon son directeur commercial, toutes les Régions se sont déjà dites intéressées sauf l'Île-de-France.
À Auxerre, les voies ferroviaires n'étant pas électrifiées entre les gares d'Auxerre Saint-Gervais et de Laroche Migennes, les trains actuels roulent au Diesel. Ils seront remplacés dès 2022 par des trains à hydrogène.

## Matériel roulant

### Solutions technologiques
Il existe principalement plusieurs technologies pour verdir les matériels roulants,, :
- l’emploi de biocarburants à la place du gazole ou ajoutés au gazole,
- l’emploi de gaz naturel (méthane), notamment de biogaz,
- l’emploi de batteries d’accumulateurs en remplacement des moteurs Diesel (train à batteries ou BEMU),
- l'emploi de batteries d'accumulateurs en complément de moteurs Diesel (train hybride),
- l’emploi d’hydrogène, associé à des batteries.

#### Train à hydrogène
Le train à hydrogène (ou Hydrail) est le nom générique des trains dont la motorisation repose sur l’hydrogène (qui peut être utilisé comme combustible, ou en le faisant réagir à de l’oxygène dans une pile à hydrogène) pour produire de l’électricité alimentant des moteurs électriques. L'hydrogène peut être utilisé dans ces cas comme source unique d’énergie électrique et/ou mécanique, comme source auxiliaire ou les deux.
En France, SNCF et les 4 régions Bourgogne-Franche-Comté, Grand Est, Auvergne Rhône-Alpes et Occitanie ont commandé à Alstom 14 rames Régiolis à hydrogène.

#### Train à batteries
Une unité multiple électrique à batteries (BEMU), automotrice électrique à batteries ou automotrice à accumulateurs est une unité multiple ou un train à entraînement électrique dont l'énergie est produite par des batteries rechargeables entraînant les moteurs de traction.
En France, SNCF Voyageurs et Bombardier vont lancer des tests de train à batteries sur du 5 AGC bi-mode, avec les 5 régions Auvergne-Rhône-Alpes, Hauts- de-France, Nouvelle-Aquitaine, Occitanie et Provence-Alpes-Côte-d’Azur pour une mise en service commercial en 2023.

#### Train au biocarburant
(article connexe à créer)
Depuis le 6 avril et pendant 3 mois, la SNCF expérimente en partenariat avec la région Normandie, l'utilisation de biocarburant (B100) sur les 15 rames Régiolis circulant sur la ligne Paris-Granville. Ce biocarburant est fabriqué à partir d’huile de colza issu à 100 % de la filière française (le colza est ramassé dans la région avant d'être transformé à Verdun). Selon la SNCF, l’utilisation de ce biocarburant réduirait de 60 % les émissions de CO2.
La transformation des Régiolis pour être utilisés avec ce biocarburant est techniquement mineure, aussi bien sur les moteurs que les stations de distribution,.

#### Train hybride
Un train hybride est une locomotive, une automotrice ou un train qui utilise système de stockage d'énergie rechargeable (RESS) à bord, placé entre la source principale d'alimentation (souvent un moteur diesel) et le système de traction. Étant donné que la plupart des locomotives diesel sont de type diesel/électrique, elles sont déjà équipées de série de tous les organes d'une transmission hybride à l'exception de la batterie de stockage, ce qui en fait une perspective relativement simple à mettre en œuvre.
En France, SNCF et Alstom vont expérimenter un train hybride (diesel/électrique) en modifiant un Régiolis, en collaboraiton avec les 4 régions Grand-Est, Nouvelle-Aquitaine, Occitanie et Centre-Val-de-Loire. La moitié des moteurs diesel de la rame seront remplacés par un système de stockage d'énergie composé de batteries lithium-ion.

### Autres solutions

#### Ecoconduite
L’écoconduite est une technique de conduite économe en énergie, écologique et économique. Cette conduite a un impact significatif sur la consommation et l'environnement. Elle consiste essentiellement à maintenir une conduite souple et une vitesse optimale pour que le train arrive à l'heure tout en consommant le moins d'énergie.
Une étude menée dans les années 2010 a montré que la consommation d’énergie peut varier jusqu’à 30 % sur un parcours et avec un matériel roulant identiques.
SNCF a développé un outil (Opti-conduite) qui a commencé à être déployé dès 2016, et est en cours déploiement auprès des conducteurs de toutes les activités (Transilien, TER et SNCF Voyageurs). Tous les conducteurs ont été formés à l'écoconduite, et une économie d'énergie de 5 à 10 % peut être réalisée,,.
Le groupe RATP a mis en place un concours (Eco-challenge) et formé ses conducteurs à l'écoconduite. Sur les lignes automatisées, grâce au logiciel de conduite embarqué, l'économie d'énergie est de 16 %.

### Comparaison des différentes solutions
|               | Train à hydrogène | Train à batteries | Train au biocarburant | Train hybride                                                        |
| ------------- | ----------------- | ----------------- | --------------------- | -------------------------------------------------------------------- |
| Avantages     |                   |                   |                       |                                                                      |
| Inconvénients |                   |                   |                       | Solution temporaire car le train est encore équipé de moteurs Diesel |
|               |                   |                   |                       |                                                                      |

## Bâtiments et infrastructure
Les nouvelles gares ferroviaires SNCF sont certifiées Haute Qualité Environnementale (HQE). C'est le cas par exemple de la gare d'Achères-Ville.
Du côté de la maintenance du matériel roulant SNCF, les nouveaux bâtiments (Technicentres) sont certifiées également HQE, dont le nouveau Technicentre de Romilly.
Le groupe RATP obtient sa première certification "E+ C-" (Bâtiment à Énergie Positive et Réduction Carbone) pour le nouveau siège social de RATP Habitat (filiale immobilière sociale).

## Energie

### Groupe SNCF
La consommation énergétique totale du Groupe SNCF en 2017 était de 16,8 TWh, principalement : l’électricité (53 %), gazole non routier (13 %), le gazole routier (22 %), le gaz naturel (7 %). Ce sont donc 9 TWh d’électricité consommée en 2017 (ce qui représente 3 % de la consommation électrique française).
En juin 2019, SNCF Energie (filiale à 100 % de SNCF Voyageurs) a signé un contrat avec Voltalia pour une puissance de 143 MW  sur 15 ans.
Le 17 juin 2020, SNCF Energie a signé un contrat avec RES Group pour une capacité de près de 40 MW sur 15 à 20 ans. Cette vente directe d'électricité verte (PPA) parmi les plus importants d’Europe par son volume de production.
Le 7 avril 2021, SNCF Energie a signé un contrat avec EDF Renouvelables de vente directe d’électricité verte (PPA) pour une puissance de 20 MW sur 20 ans.

### Groupe RATP
La consommation totale du groupe est de 1,5TWh par an, toutes activités confondues : 70 % pour la traction, 20 % pour les gares, stations et infrastructure ferroviaire et 10 % pour les bâtiments.
En octobre 2020, le groupe a signé son premier contrat avec EDF Renouvelables de vente directe d’électricité verte (PPA) pour une puissance de 170 GWh sur une durée de 3 ans.